# Herb Bytomia Odrzańskiego
Herb Bytomia Odrzańskiego – jeden z symboli miasta Bytom Odrzański i gminy Bytom Odrzański w postaci herbu.

## Wygląd i symbolika
Herb przedstawia tarczę herbową przedzieloną na pół. W heraldycznie prawej, żółtej części, znajduje się połowa orła dolnośląskiego, a w lewej na błękitnym tle biała ryba. Herb nawiązuje do położenia miasta nad Odrą, w historycznych granicach Dolnego Śląska.